# Erie (Pennsylvania)
Erie [ˈɪəri] ist eine City im Nordwesten des US-Bundesstaats Pennsylvania. Das U.S. Census Bureau hat bei der Volkszählung 2020 eine Einwohnerzahl von 94.831 ermittelt. Die Stadt liegt am Eriesee und ist County Seat von Erie County.
Erie ist nach Philadelphia, Pittsburgh und Allentown die viertgrößte Stadt Pennsylvanias.
Der Ort ist Heimatstadt des Segelschiffs Niagara, einer Brigg, die 1813 in der Schlacht auf dem Eriesee von Oliver Hazard Perry kommandiert wurde. Heutzutage ist die Niagara das offizielle Flaggschiff des Staates Pennsylvania. Weil Erie die Heimatstadt des Schiffes ist, wird die Stadt auch The Flagship City genannt.
Das mittlere Haushaltseinkommen liegt in Erie bei 31.196 US-Dollar, was unterhalb des US-Durchschnitts von 48.451 USD liegt.

## Geschichte
Erstmals siedelten sich Franzosen in der Gegend von Erie an. Sie bauten das Fort Presque Isle im Jahr 1753. Es diente als Verteidigungsposten gegen die Engländer.
Die Stadt Erie war Teil des Erie-Dreiecks, das von den Staaten Connecticut, Massachusetts, New York und Pennsylvania beansprucht wurde. 1792 wurde das Gebiet der Stadt offiziell Teil Pennsylvanias. Die Stadt wurde allerdings erst im Jahre 1795 gegründet.
Seit 1853 ist die Stadt der Sitz des römisch-katholischen Bistums Erie.
2007 erhielt die Stadt von einem Spender, der anonym bleiben wollte, 100 Millionen US-Dollar als Spende mit dem Auftrag, das Geld an die Hilfsorganisationen der Stadt zu verteilen.

## Sehenswürdigkeiten
- Bicentennial Tower
- Erie Land Light
- Renaissance Centre

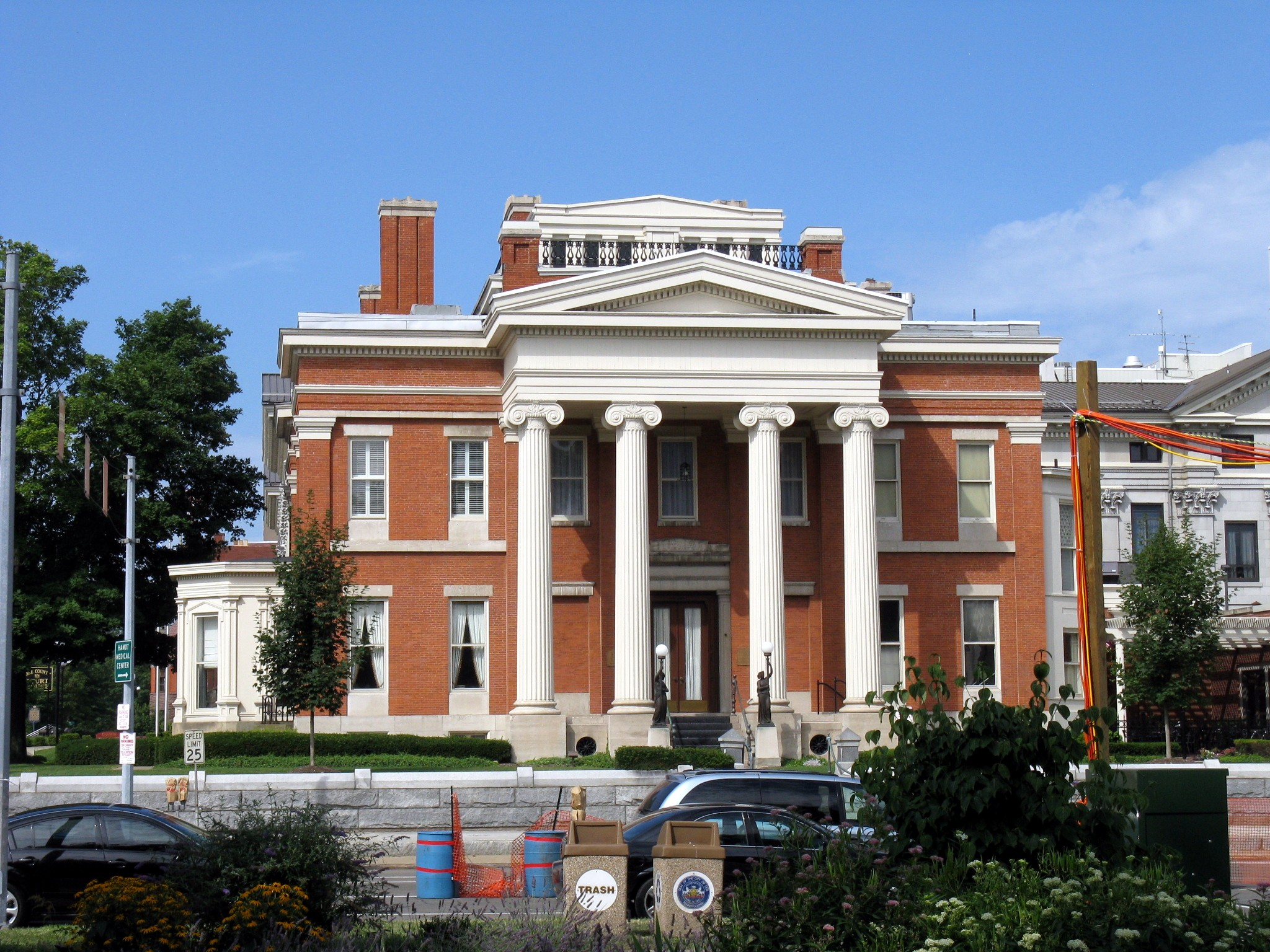
Das Charles Manning Reed Mansion ist seit April 1982 im NRHP eingetragen.

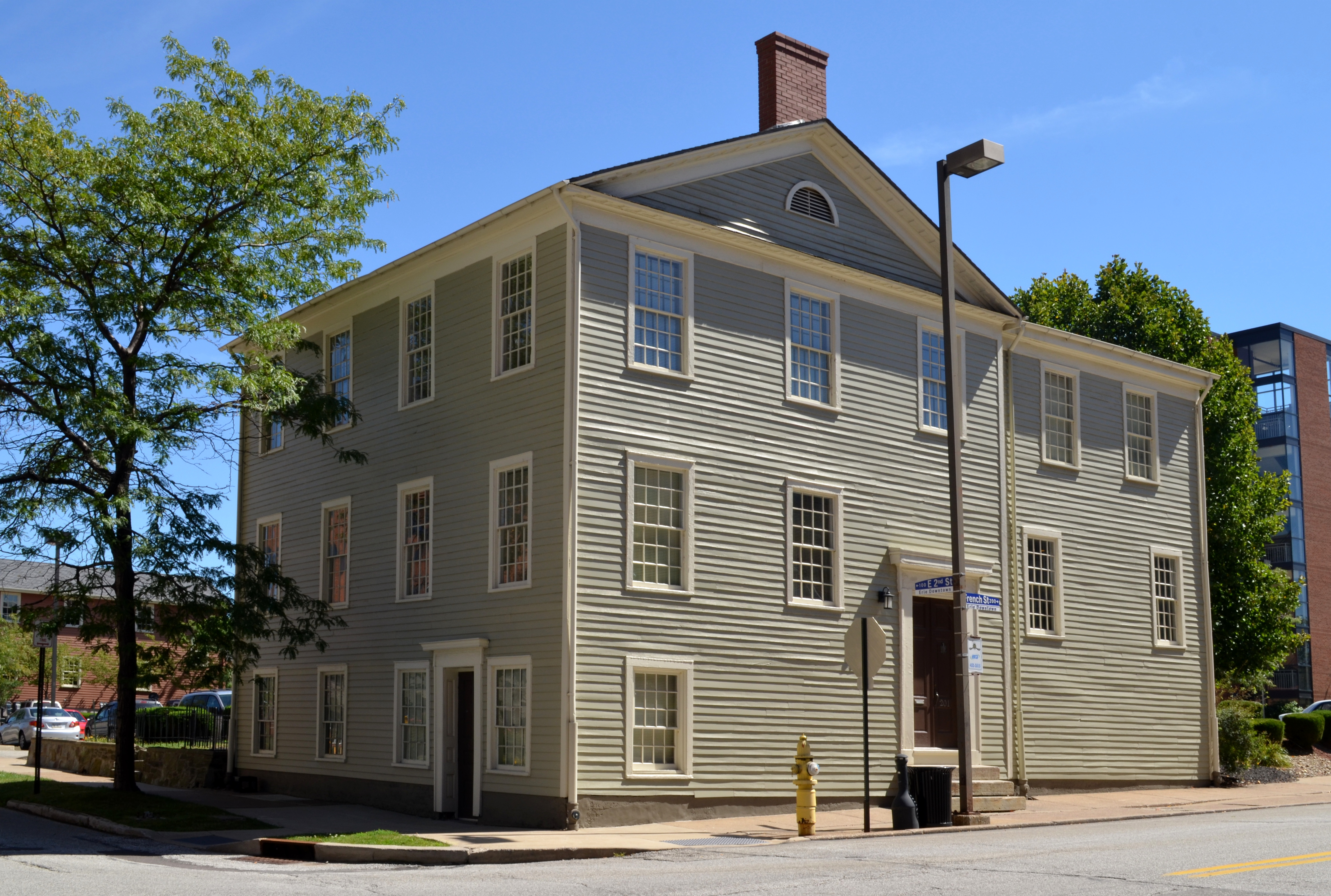
Die Dickson Tavern ist seit Januar 1990 im NRHP eingetragen.

27 Bauwerke und Stätten in der Stadt sind im National Register of Historic Places (NRHP) eingetragen (Stand 28. September 2020), darunter die Dickson Tavern, das Erie Land Light und das Charles Manning Reed Mansion.

## Städtepartnerschaften
Erie hat vier Partnerstädte:
| Stadt     | Land                | seit |
| --------- | ------------------- | ---- |
| Dungarvan | Irland              | 2007 |
| Lublin    | Polen               | 1999 |
| Mérida    | Mexiko              | 1973 |
| Zibo      | Volksrepublik China | 1985 |

## Sport
- Erie BayHawks, Basketball, NBA G-League, Farmteam der New Orleans Pelicans
- Erie Otters, US-amerikanisches Eishockeyteam aus der Ontario Hockey League OHL

## Colleges und Universitäten
- Allegheny College
- Edinboro University of Pennsylvania
- Gannon University
- Lake Erie College of Osteopathic Medicine (LECOM)
- Mercyhurst University
- Penn State Erie, The Behrend College

## Persönlichkeiten
Söhne und Töchter der Stadt:
- Harry Kellar (1849–1922), Zauberkünstler
- Charles Erskine Scott Wood (1852–1944), amerikanischer Offizier im Nez-Percé-Krieg, Schriftsteller und Jurist
- Selden P. Spencer (1862–1925), Politiker
- Henry Thacker Burleigh (1866–1949), Komponist
- Michael Liebel (1870–1927), Politiker, Mitglied des Repräsentantenhauses
- Herbert Douglas Austin (1876–1960), Romanist und Italianist
- John Mark Gannon (1877–1968), Bischof von Erie
- Francis H. Griswold (1904–1989), Offizier
- Louis Mennini (1920–2000), Komponist und Musikpädagoge
- Peter Mennin (1923–1983), Komponist
- Millicent Goldschmidt (* 1926), Mikrobiologin und Hochschullehrerin
- Richard Anuszkiewicz (1930–2020), Maler und Pionier der Op Art
- Jay Migliori (1930–2001), Jazzmusiker
- Paul J. Weitz (1932–2017), Astronaut
- Robert A. Berner (1935–2015), Geowissenschaftler und Hochschullehrer
- James Moore (* 1935), Armeeoffizier und Pentathlet
- Richard Beals (* 1938), Mathematiker
- George Flint (* 1939), American-Football-Spieler
- Joseph Pistone (* 1939), FBI-Agent, der sechs Jahre lang als verdeckter Ermittler spionierte
- Fred Biletnikoff (* 1943), American-Football-Spieler und -Trainer
- Marilyn Burns (1949–2014), Schauspielerin
- Allan Sekula (1951–2013), Fotograf, Künstler, mehrfacher documenta-Teilnehmer
- Christine Estabrook (* 1952), Schauspielerin
- Susan Shields (* 1952), Schwimmer
- Jonathan Stark (* 1952), Schauspieler, Drehbuchautor und Fernsehproduzent
- Andrew John Strenio Jr. (* 1952), Jurist und Regierungsbediensteter
- Daniel K. Richter (* 1954), Historiker
- Billy Blanks (* 1955), Kampfsportler, Trainer und Schauspieler
- Kathy Dahlkemper (* 1957), Politikerin
- Nate Carr (* 1960), Ringer und Olympiamedaillengewinner
- Edward Mark Lohse (* 1961), römisch-katholischer Geistlicher, Bischof von Kalamazoo
- Kevin Darkus (* 1962), Ringer, Vize-Weltmeister 1985 im Freistil im Bantamgewicht
- Rebecca Bardoux (* 1963), Pornodarstellerin
- Caryn Kadavy (* 1967), Eiskunstläuferin
- Mark Stepnoski (* 1967), American-Football-Spieler
- Chris Vrenna (* 1967), Musikproduzent, Schlagzeuger und Toningenieur
- Nikki Dial (* 1973), Pornodarstellerin
- Justin Mercier (* 1987), Eishockeyspieler
- Kayla McBride (* 1992), Basketballspielerin
- James Conner (* 1995), American-Football-Spieler

## Klimatabelle
|                       | Jan  | Feb  | Mär  | Apr  | Mai  | Jun   | Jul  | Aug   | Sep   | Okt  | Nov   | Dez  |   |         |
| Mittl. Tagesmax. (°C) | 0,3  | 0,9  | 6,4  | 12,5 | 18,8 | 24,1  | 26,6 | 25,8  | 22,3  | 16,1 | 9,7   | 3,2  | ⌀ | 14      |
| Mittl. Tagesmin. (°C) | −7,7 | −7,8 | −2,2 | 3,2  | 8,8  | 14,2  | 17,0 | 16,6  | 13,3  | 7,6  | 2,8   | −3,8 | ⌀ | 5,2     |
|                       |      |      |      |      |      |       |      |       |       |      |       |      |   |         |
| Niederschlag (mm)     | 56,4 | 57,9 | 76,2 | 82,3 | 87,4 | 103,9 | 87,1 | 103,1 | 111,5 | 95,8 | 102,1 | 91,2 | Σ | 1.054,9 |
|                       |      |      |      |      |      |       |      |       |       |      |       |      |   |         |
| Regentage (d)         | 12,0 | 10,0 | 11,3 | 10,5 | 9,5  | 9,2   | 7,1  | 8,6   | 9,8   | 11,0 | 13,0  | 14,1 | Σ | 126,1   |

| −7,7 |

| −7,8 |

| −2,2 |

| 3,2 |

| 8,8 |

| 14,2 |

| 17,0 |

| 16,6 |

| 13,3 |

| 7,6 |

| 2,8 |

| −3,8 |

| −7,7 |

| −7,8 |

| −2,2 |

| 3,2 |

| 8,8 |

| 14,2 |

| 17,0 |

| 16,6 |

| 13,3 |

| 7,6 |

| 2,8 |

| −3,8 |